# Crowdsourcing
Crowdsourcing (på svenska har termen tänktalko föreslagits som en kombination av "tänka" och "talko") är en metod att lösa problem med, eller söka förslag till problemlösning från, många andra parter. Det har till stor del blivit möjligt med Web 2.0.
Crowdsourcing kan innebära att ta ett jobb som traditionellt utförs av en uppdragstagare och sända ut det till en odefinierad, vanligen större grupp människor i form av en öppen förfrågan.
Ett exempel på crowdsourcing är Wikipedia, där vem som helst kan lägga till eller redigera innehållet.
Konceptet medför ett bredare utbud av idéer, snabbare lösningar på komplexa problem och utgör ofta en ekonomiskt gynnsam del i ett projekt.
Crowdsourcing är en projektform av öppen innovation, enskilda leverantörer är dess motsats och involverar få människor, exempelvis föräldramöten.
Vid crowdsourcing kan allmänheten bjudas in att utveckla ny teknologi, framföra en design (även känd som samhällsbaserad design eller "designad av en demokrati"),[källa behövs] finslipa eller framföra olika steg för en algoritm, eller hjälpa till att ta vara på, systematisera eller analysera stora mängder data. 2011 användes crowdsourcing för att utforma Islands nya konstitution.
Ibland finns det gott om pengar att hämta för individen genom crowdsourcing när arrangören lagt ut ett pris till den som lyckas bäst. Bland annat gjorde Pepsi detta 2007 där vinnaren fick 10 000 dollar som prissumma för att designa deras nya burk. Genom att låta allmänheten göra designen så sparade företaget pengar istället för att anlita dyra designers.
Ett annat tidigt exempel är Dell som med sin IdeaStorm 2007 skapade en webbplats där vem som helst kan publicera en idé och vem som helst rösta/gilla idén och systemet genererar då en automatisk rankning av alla. Företaget läser med jämna mellanrum av och analyserar djupare de högst rankade idéerna och där vissa sedan leder till implementation. På 10 år sedan starten 2007 har över 25000 idéer publicerats och över 500 implementerats. Som ett komplement införde företaget 2009 s.k. stormsessioner ("Storm sessions") med egna publicerade intresseområden ("topics") som man ville ha idéer för under en begränsad tid ("session").

## Historia
Termen "crowdsourcing" är en sammanbindning av de engelska orden "crowd" och "outsourcing". Ordet användes första gången i juni 2006 av Jeff Howe i en artikel vid namn "The Rise of Crowdsourcing" i tidskriften Wired. Howe förklarar där att på grund av att teknologiska framsteg har tillåtit billig elektronik för konsumenter har klyftan mellan proffs och amatörer minskat. Företagen kan då dra nytta av allmänhetens talanger och Howe uttalar att detta inte är outsourcing, utan crowdsourcing.

## Kategorier inom crowdsourcing
Det finns flera kategorier inom crowdsourcing, här listas de vanligaste. Gemensamt för samtliga är att först utse en grupp, det kan vara allt från anställda inom ett eller flera företag, till stora webbaserade forum där användare eller allmänheten kan dela med sig av sina idéer. Ofta, men inte alltid, sätts lämpliga villkor i form av ekonomisk eller materiell kompensation upp för dem som lämnar bidrag.
Crowdsourcingprojekt kan nyttja en eller flera av dessa punkter för sin produkt eller tjänst:
- Den mest framgångsrika versionen av crowdsourcing kallas ibland på svenska gruppintelligens[9] (engelska: collective intelligence, crowd wisdom). Det innebär att gruppen eller allmänhetens kunskap och expertis bidrar till nya innovativa idéer.
- Den näst mest nyttjade kategorin är crowd creation där själva skapandet eller produktionen lämnas till användarna. Många öppna källkodsprojekt faller inom denna kategori där eftersträvat resultat målas upp för att sedan uppnås med användarnas hjälp.
- Crowd voting är ett sätt att begränsa och specialisera ett projekt genom användarna. Om idéerna uppstått genom crowd wisdom kan dessa var många och innehålla ett flertal förgreningar. Genom att låta användarna lägga sin åsikt, och kanske rösta, bland de olika alternativen kan projektledaren avgöra vilka metoder som tycks lämpa sig bäst och vilka delar som är mest efterfrågade. Ett exempel på automatiserad crowd voting är sökmotorer som placerar de sidor som besöks oftast högst i resultatlistan.
- En annan kategori är gräsrotsfinansiering (efter engelskans crowdfunding) där folkmassan ombeds låna ut eller lämna bidrag till olika ändamål för att ett projekt ska kunna drivas igenom.
- En form av motstånd inom crowdsourcing kallas crowdslapping och innebär att någon av användarna vill göra skada och förstöra projektet.[10]

## Juridiska aspekter
För att reda ut vem som har rätt till vad och hur upphovsrätten ska regleras samt undvika missförstånd och framtida problem, så görs en aktiv handling i samband med att bidraget skickas in.

Den handlingen innehåller ett avtal som visar hur rättigheterna samt upphovsrätten regleras.